# Speyeria dennisi
Speyeria dennisi är en fjärilsart som beskrevs av Gunder 1927. Speyeria dennisi ingår i släktet Speyeria och familjen praktfjärilar. Inga underarter finns listade i Catalogue of Life.